# 日安棒
日安棒（尼德蘭語：goedendag、godendac、godendard、godendart）是源於14世紀法蘭德斯伯國之民兵的武器。日安棒實質上是一種將棍棒與槍結合的武器。棍棒部分長約92公分到150公分，直徑約5公分至10公分。其中一端較寬，且其頂端有一以插莖（tang）方式安裝的尖銳金屬刺錐。

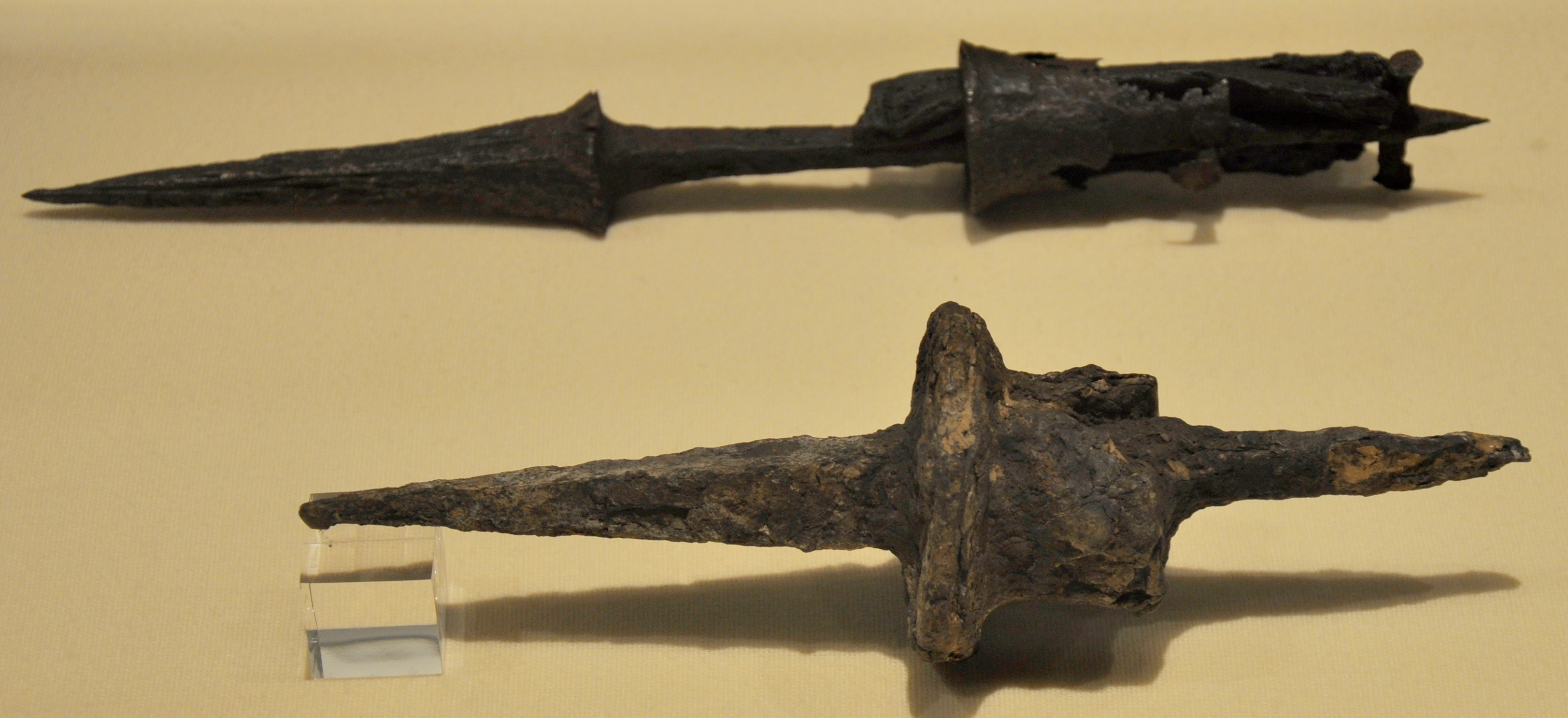
日安棒的尖端實物。

對於這種武器的名稱，一說是源自尼德蘭語的「日安」（goedendag）。另一說是因dac或dag是日耳曼語字根表匕首之義，此武器名源為「好匕首」。 